# Мендон (Мичиген)
Мендон (енгл. Mendon) град је у америчкој савезној држави Мичиген.

## Демографија
По попису из 2010. године број становника је 870, што је 47 (-5,1%) становника мање него 2000. године.
| Група             | 2000.       | 2010.       |
| Белци             | 880 (96,0%) | 828 (95,2%) |
| Афроамериканци    | 6 (0,7%)    | 7 (0,8%)    |
| Азијати           | 0 (0,0%)    | 3 (0,3%)    |
| Хиспаноамериканци | 19 (2,1%)   | 19 (2,2%)   |
| Укупно            | 917         | 870         |